# Красовский, Николай Константинович (архитектор)
Николай Константинович Красовский  (1861—после 1931) — русский архитектор. Автор ряда зданий в Санкт-Петербурге.

## Биография
Родился в 1861 году. С 1881 года учился в Академии Художеств. Получил медали Академии: малая поощрительная (1883), малая (1885) и большая (1886) серебряные, малая золотая медаль (1887) за программу «Проект театрального училища». В 1889 году удостоен звания классного художника 1-й степени.
Архитектор дворца Великого князя Михаила Николаевича, петербургских больниц и богаделен. Директор Акционерного общества цементно-бетонного производства (бывш. В. В. Гюртлер) (до 1904). Действительный член Петербургского общества архитекторов (с 1898 года), почётный член петербургского совета детских приютов.
Проживал в Петербурге по адресам: Миллионная улица, 6 (1894—1904, 1909—1910); Спасская улица, 8 (1905—1907); Большая Пушкарская улица, 45 (1910—1913); Большая Монетная улица, 21 (1914—1917); Полозова улица, 7 (1923—1931).

## Проекты и постройки
- Корпуса Градских богаделен. Улица Смольного, 4, двор (1890-е, 1907)[3][9][10];
- Доходный дом. 8-я Советская ул, 50 (1892)[3];
- Дом Акционерного общества цементно-бетонного завода В. В. Гюртлера. Набережная Смоленки, 25 (1899—1900)[11];
- Доходный дом Креморенко. Лермонтовский проспект, 18 (1900)[3][12];
- Доходный дом. 13-я Красноармейская улица, 30 (1900)[3][13];
- Корпус Обуховской больницы. Загородный проспект, 47, литера Л (1913[14]; снесено в 2015, воссоздано в 2019[15]).